# 加藤榮吉

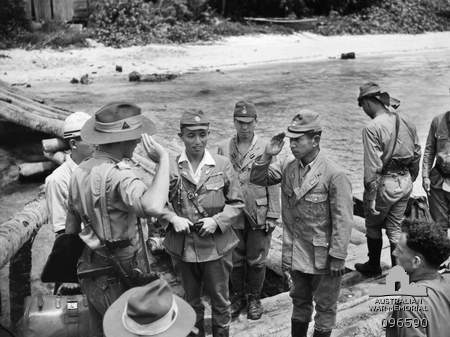
終戦後、進駐してきたオーストラリア軍マクスウェル少佐と敬礼を交す加藤榮吉大佐。

加藤 榮吉（かとう えいきち、1897年（明治30年）1月10日- 1946年（昭和21年）8月1日）は、大日本帝国海軍の軍人。海軍兵学校46期で、最終階級は大佐。ブーゲンビル島の戦いで島の北部を固守した。住民殺害を命じた戦争犯罪の有罪判決を受け、死刑となった。

## 生涯

### 出自と軍歴
1897年（明治30年）に会津若松市に住む商人の家に5男として生まれる。尋常小学校3年生の時に、仙台市で私塾の育英塾を開いていた15歳年上の次兄の加藤利吉の下へ、母と三兄の利喜松とともに移り住む。その後、利吉の養子として育てられ、立町尋常高等小学校2年から東北学院普通科（後の東北学院中学部）3年に編入し、卒業。
1915年（大正6年）9月に海軍兵学校へ入り、46期で卒業。海軍士官として各種の海軍艦船勤務を経験し、1925年（大正14年）に海軍砲術学校高等科を卒業。1926年（大正15年）4月に結婚し、妻との間に4人の子をもうける。少佐の時に軽巡洋艦「多摩」の砲術長を務めたのを最後に、1931年（昭和6年）12月以降は要港部・海兵団・上海海軍特別陸戦隊などでの陸上勤務中心となる。日中戦争開始後の1938年（昭和13年）から1939年（昭和14年）には、中国方面の陸上部隊で頻繁に転任しつつ従軍した。1940年（昭和15年）1月から1941年（昭和16年）9月にかけての大湊要港部参謀勤務時には、日本陸軍の津軽要塞司令部参謀や北部軍参謀を兼務している。
太平洋戦争勃発時に大佐となっていた加藤は、戦争前半を横須賀海軍警備隊参謀・横須賀第一海兵団副長・同教頭として日本本土で過ごす。1943年（昭和18年）9月5日に新設の第87警備隊司令へ任じられ、以後はブーゲンビル島北部ブカ島地区の守備を担当した。加藤の指揮下兵力は7000人以上あったが、警備隊の約1000人と若干の陸軍部隊だけが本来の地上戦闘要員で、残りの約6000人を海軍設営隊などの非戦闘員が占めていた。加藤は乏しい戦力でブカ地区の海軍飛行場を守備し、侵攻してきたオーストラリア軍を迎撃、ポートン桟橋の戦い（en）などでオーストラリア軍に手痛い損害を与えた。食糧や医薬品の不足もあって多数の死者を生じながら、終戦の日までブカ地区を保持した。

### B級戦犯として刑死
ブーゲンビル島の戦いの間、ブカ地区の日本軍は現地住民の宣撫工作に務めており、地区内の各部落から住民を集めて農業教育を施していた。ところが、1945年（昭和20年）7月に日本軍へ協力していた部落の住民がオーストラリア軍によって拉致される事件が起き、農業教育を受講していた同部落の住民の一部も後を追ってオーストラリア軍側に移動してしまった。加藤は、住民の脱走が続いて機密情報が漏えいしたり工作員として利用されることをおそれ、逃げないで残っていた住民3人を見せしめとして死刑にした。別の部落も一時的に住民が行方不明となったため、やはり教育中だった住民を死刑にした。宣撫工作を担当していた河西大尉が反対したが、加藤は激怒して住民の即時処刑を命じた。
また、加藤には、ブカ島進出直後に、敵対的な住民4人の処刑を命じた疑いもかけられた。
終戦後、加藤は、住民7人の殺害を命じたとの訴因でB級戦犯としてオーストラリア軍により起訴された。加藤は、ラバウルで開かれた軍事法廷で、当該住民が日本軍に属していたから脱走と情報漏えいを防ぐために行われた処刑は正当であり、当時の切迫した戦況では正規の裁判手続きを経ることも不可能であったと無罪を主張した。しかし、オーストラリア軍の裁判官は、当該住民が軍に属していたか否かや処刑の理由の如何に関わらず、適正な裁判手続きを経なかった点で違法を免れないとし、1946年（昭和21年）5月7日に住民6人の殺害につき有罪と認定、死刑判決を下した。同判決は軍上層部にも承認され、加藤は絞首刑となった。49歳没
加藤は妻にあてた遺書で、戦犯裁判は一方的なもので「小生は俯仰天地に恥ぢることなし」であるから、引け目に感じなくてよいと書き残している。部下だった河西大尉も、ただの報復裁判であったと回想している。

## 人物
加藤は、第8艦隊司令部から指揮下に派遣された河西大尉が第87警備隊の業務について批判的な内容の報告書を作成していた点を気にし、不都合な部分を削除するよう求めていた。加藤は、削除の理由を、すでに司令部でも把握している内容であるから報告は不要と説明していた。その後、報告書は、加藤の手を経由して提出されるようになった。
マラリアを媒介するハマダラカを警戒して、どんなに暑くとも長袖の軍服を着用していた。また、私物として多くの医薬品を戦地に持ち込んでおり、部下の河西大尉がマラリアで重体となった際に提供して、その一命を救った。
終戦後の連合軍との交渉では目立った活動をしなかったが、ショートランド諸島ファウロ島に設けられた捕虜収容所の劣悪な環境に悩み、上級司令部へ異動する河西大尉に窮状を伝えるよう頼んでいた。
仙台育英学園の創立者である加藤利吉は長兄・養父、陸軍士官の加藤利喜松は三兄である。榮吉の長男の昭は、利吉の後を継いで仙台育英学園の理事長を務めた。

## 年譜
- 1897年（明治30年）1月10日 - 会津若松市にて出生
- 1915年（大正4年）3月 - 東北学院普通科卒業
- 1918年（大正7年）11月21日 - 海軍兵学校46期卒
- 1919年（大正8年）8月1日 - 海軍少尉任官、戦艦「榛名」乗組
  - 12月1日 - 装甲巡洋艦「日進」乗組
- 1920年（大正9年）8月1日 - 海防艦「富士」乗組
  - 12月1日 - 海軍水雷学校普通科入校
- 1921年（大正10年）6月1日 - 海軍砲術学校普通科入校
  - 12月1日 - 海軍中尉、戦艦「比叡」乗組
- 1922年（大正11年）12月1日 - 駆逐艦「樫」乗組
- 1923年（大正12年）12月1日 - 防護巡洋艦「筑摩」分隊長
- 1924年（大正13年）5月 - 潜水母艦「迅鯨」分隊長
  - 12月1日 - 海軍大尉、海軍砲術学校高等科入校
- 1925年（大正14年）9月 - 防護巡洋艦「平戸」分隊長
  - 11月 - 戦艦「長門」分隊長
- 1926年（大正15年）4月15日 - 結婚
- 1927年（昭和2年）9月1日 - 軽巡洋艦「北上」分隊長
- 1928年（昭和2年）12月 - 戦艦「榛名」分隊長
- 1929年（昭和4年）11月30日 - 軽巡洋艦「多摩」砲術長
- 1930年（昭和5年）12月1日 - 海軍少佐
- 1931年（昭和6年）12月1日 - 舞鶴要港部副官・参謀
- 1933年（昭和8年）11月15日 - 上海海軍特別陸戦隊付・第三艦隊司令部付
- 1935年（昭和10年）12月2日 - 佐世保海兵団砲術長・教官分隊長
- 1936年（昭和11年）12月 - 海軍中佐、呉海兵団分隊長・教官
- 1938年（昭和13年）から1939年（昭和14年） - 中国方面の陸上部隊を転々
- 1940年（昭和15年）1月6日 - 大湊要港部参謀・津軽要塞参謀
- 1941年（昭和16年）10月15日 - 海軍大佐、横須賀海軍警備隊参謀・横須賀第一海兵団副長・教頭
- 1943年（昭和18年）9月5日 - 第87警備隊司令
- 1946年（昭和21年）8月1日 - ラバウルにて法務死
- 1973年（昭和46年）3月27日 - 勲三等を追贈

## 栄典
- 1919年（大正8年）9月10日 - 正八位[17]